# Massacre de Casablanca (1947)
Le massacre du 7 avril 1947 (communément appelé en arabe marocain : ضربة ساليغان darbat saligan « Grève des Sénégalais », plus officiellement : مجزرة 7 أبريل « Massacre du 7 avril » ou أحداث 7 أبريل « Événements du 7 avril ») est un massacre de civils marocains de la classe ouvrière à Casablanca commis par des tirailleurs sénégalais au service de l'Empire colonial français,. 

## Historique

### Contexte
Depuis le traité de Fès du 30 mars 1912 entre le sultan du Maroc Moulay Abdelhafid et la Troisième République française, une partie du Maroc passe sous protectorat colonial. Sur le territoire stationnent plusieurs garnisons de troupes coloniales, dont des tirailleurs sénégalais. 
En 1947, le sultan Mohammed V est autorisé par le résident général Labonne à se rendre dans la zone internationale de Tanger, où il prononcera le 10 avril un important discours exigeant l'indépendance du Maroc et l'unification de ses territoires. 
À Casablanca, le « chef de région » est alors Philippe Boniface, administrateur brutal et puissant, réputé pour son aversion du sultan et du parti de l'Istiqlal. Il avait été directeur des affaires politiques en 1944 lors des massacres de Rabat, Salé et Fès. Il reste en poste à Casablanca de 1947 à 1955. L'historien Charles-André Julien considère l’action de Boniface comme un « paternalisme autoritaire et efficace, [au] mépris de la légalité », et ne concevant « d’autre politique que la force ». 

### Déroulement du massacre
Selon la version officielle des autorités françaises, une rixe éclate le 7 avril 1947 à Casablanca entre des civils marocains et quelques tirailleurs sénégalais de l'armée française au sujet d'une femme, peut-être une prostituée, à l’entrée du « quartier réservé » de la ville.
Les tirailleurs sénégalais regagnent leur caserne, puis reviennent en nombre, armés, et avec de nouveaux ordres. Selon des témoins, ils sont accompagnés d'officiers français.
Pendant environ 24 heures, du 7 au 8 avril 1947, les tirailleurs ouvrirent le feu sur les immeubles résidentiels des quartiers populaires et massacrèrent les civils, causant la mort de 180 civils marocains. D'autres sources affirment d'autres chiffres, allant jusqu'au millier de morts. 
Parmi les récits relatant les détails de l'incident, celui d'Allal Al-Fassi, dans son livre Mouvements pour l'indépendance au Maroc, décrit la situation ainsi : « Dès leur arrivée dans le quartier de Darb al-Kabir, les officiers français ont donné l'ordre à leurs soldats de tirer sur les habitants non armés. Les quartiers ont été encerclés de tous côtés, et une attaque a été lancée. Les soldats ont occupé les rues, attaqué les passants, tuant et mutilant. Ils sont entrés dans les maisons, tuant tous ceux qu'ils y trouvaient, qu'il s'agisse d'enfants, de femmes ou d'hommes. Ils ont même tué des volailles et des animaux, pillé les biens et détruit ce qu'ils ne pouvaient emporter ».

### Suite et conséquences
Les événements du 7 avril 1947 ont eu pour effet de déclencher un appel à la grève générale dans les villes marocaines et de mobiliser des activités communautaires pour soutenir les familles affectées. Ces actions ont renforcé les positions hostiles au protectorat et dénoncé ses complots, montrant les atrocités qui ont coûté la vie à des innocents et terrorisé les citoyens. Ces événements douloureux ont ravivé l'esprit nationaliste et intensifié le sentiment de lutte pour mettre fin à l'« occupation ». Ils ont également renforcé la détermination du trône et du peuple à poursuivre la lutte nationale avec ténacité et résolution.
Accusé de faiblesse pour avoir autorisé le sultan à venir à Tanger, le résident général Labonne est rappelé en métropole, et remplacé au Maroc par le général Juin. Quant au chef de région Philippe Boniface, il reste en poste jusqu'en 1955.

## Analyses
Selon les Marocains, l'attaque a été instiguée par les autorités françaises dans le but de perturber la visite du sultan Mohammed V dans la zone internationale de Tanger , où il prononcera le fameux discours de Tanger exigeant l'indépendance du Maroc et l'unification de ses territoires.
Selon l'historien Yves Benot, la responsabilité de Philippe Boniface, si elle est avérée, pourrait aussi s'expliquer par sa volonté de viser le résident général Labonne, qu'il accuse de faiblesse et dont il obtient le départ, plutôt que le sultan lui-même.

## Hommages
La place du 7 avril ( ساحة 7 أبريل ) à Derb Kebir est nommée en mémoire des événements.